# 龙腾虎跃 (1983年电影)
《龙腾虎跃》1983年3月4日上映于英属香港的动作片。笑拳怪招的續集。

## 背景
电影制片人陈自强离开罗维影业公司加入了橙天嘉禾，他表示成龙自己可以作出决定是否继续留在罗维影业公司。成龙也毀了約，加入了嘉禾，这使得罗维与黑社会合伙来敲诈他，以回应他和陈自强的突然离去，最后在资深导演王羽的斡旋下才解决争端，让陈自强继续留在了橙天嘉禾。为了完成影片，罗维请成龙在电影其他部分使用特技双打，用来取代第一部电影的镜头。成龙最后表示，根本没有想到电影会如此糟糕，并试图通过法院阻止该片的上映，不过此时罗维已经发布了。

## 剧情
两兄弟（成龙，特技双打）和帮手酒店老板（石天）为他们父亲之死报仇雪恨的故事。

## 演员
| 演员 | 角色     | 备注       |
| 成龙 | 阿龙     |            |
| 石天 | 酒店老板 |            |
| 田俊 | 程俊南   | 阿龙的父亲 |